# لوكهيد إي سي-130 أتش كومباس كول
لوكهيد إي سي-130 أتش كومباس كول (EC-130H بوصلة الاتصال) هي طائرة هجوم إلكترونية من الجوا بنيت للقوات الجوية الأميركية استنادا إلى طائرة لوكهيد سي-130 هيركوليز، طائرة معدلة بشكل كبيرلتعطيل  قيادة وسيطرة واتصالات العدو من الجو ولتنفي  هجوم مضاد للإتصالات والقيام بأنواع أخرى من الهجومات إلكترونية. كان من المخطط إصدار ترقيات لإضافة القدرة على الهجوم والإنذار المبكر واقتناء الرادارات. يمكن نشرها في جميع أنحاء العالم في وقت قصير لدعم قوات الولايات المتحدة وحلفائها في الغمليات الجوية التكتيكية والأرضية وفي العمليات الخاصة.

## المشغلون
- قيادة القتال الجوي (قاعدة سلاح الجو،فرجينيا)
  - الجناح 55 (قاعدة سلاح الجو، نبراسكا)
    - الجناح 55 مجموعة القتال الإلكترونية ( قاعدة سلاح الجو، أريزونا)
      - سرب 41 للحرب الإلكترونية
      - سرب 42 للحرب الإلكترونية 
      - سرب 43 للحرب الإلكترونية

## وصلات خارجية
- Air Force Link: Air Force news story (Compass Call continues to 'Jam' enemy) at Archive.is (نسخة محفوظة 2012-07-30)
- Air Force Link: Air Force news story ('Bats' shield Airmen from harm) at Archive.is (نسخة محفوظة 2012-12-12)
- Air Force Link: Air Force news story (Airpower supports Afghan elections) at Archive.is (نسخة محفوظة 2012-12-12)
- Military.com: EC-130H بوصلة الاتصال
- AircraftGuru.com: EC-130H بوصلة الاتصال